# Yale Center for British Art
Lo Yale Center for British Art è un museo situato a New Haven, nel Connecticut (Stati Uniti d'America).

## Storia
Lo Yale Center venne fondato per volere del filantropo Paul Mellon nel 1966, anno in cui egli donò le sue opere all'Università Yale. L'edificio, che fu progettato da Louis Kahn, venne costruito all'angolo tra York e Chapel Streets, a New Haven, e si trova di fronte alla Yale University Art Gallery, uno dei primi edifici di Kahn. La struttura fu ultimata nel 1974 e aperta al pubblico tre anni dopo.

## La collezione
Le opere e i documenti raccolti nello Yale Center  tentano di descrivere gli sviluppi dell'arte e della cultura britannica dall'età elisabettiana fino ai giorni nostri. L'edificio custodisce la più grande collezione di opere d'arte britannica all'infuori del Regno Unito pur non disdegnando esemplari artistici realizzati in altri paesi europei e nel Nord America. Lo Yale Center conserva opere di artisti come William Hogarth, William Turner, John Constable, Joshua Reynolds e Benjamin West.